# Corticaria elongata
Corticaria elongata är en skalbagge som beskrevs 1827 av Leonard Gyllenhaal. Arten ingår i släktet Corticaria och familjen mögelbaggar. Arten är reproducerande i Sverige. Inga underarter finns listade i Catalogue of Life.

## Utseende
C. elongata är 1,2–1,8 mm, och är en av de mindre arterna i släktet. Signifikant för släktet är att skutellen – den lilla plattan mellan täckvingars infästning – har en fin, tvärgående kil. Utöver detta är sidorna av halsskölden försedd med taggar, speciellt i de bakre hörnen.
Halsskölden hos denna art är bred – nästan lika bred som den långsträckta bakkroppen. Den är enfärgat brungul till rödbrun, men mycket variabel och mycket lik Corticaria fagi, varför en säker identifiering endast kan göras utifrån studier av hanens genitalier.

## Ekologi
Arten lever troligen av mögelsvampar. Den gynnas av störningar i naturen och förekommer främst i öppnare miljöer, som ruderat- eller åkermark, men även i skogsbiotoper som brandhärjad skog. Ett typiskt biom är mögligt gräs, men uppträder även i förna, flis eller bland döda grenar. Som imago kan den förekommer i blommor av exempelvis sälg.

## Utbredning
C. elongata har ett mycket stort globalt utbredningsområde och förekommer i alla de nordiska länderna. I Sverige är den observerad ända upp till Norrbotten och Lycksele lappmark.